# Racconto di un naufrago
Racconto di un naufrago (Relato de un náufrago que estuvo diez días a la deriva en una balsa sin comer ni beber, que fue proclamado héroe de la patria, besado por las reinas de la belleza y hecho rico por la publicidad, y luego aborrecido por el gobierno y olvidado para siempre, in spagnolo) è un reportage di non fiction dello scrittore colombiano Gabriel García Márquez, uscito serializzato nel 1955 in Colombia e poi edito in volume a Barcellona nel 1970. Il titolo completo dell'opera è traducibile in italiano come "Racconto di un naufrago che andò per dieci giorni alla deriva in una zattera senza mangiare né bere, che fu proclamato eroe della patria, baciato dalle reginette di bellezza e reso ricco dalla pubblicità, e poi aborrito dal governo e dimenticato per sempre". 
La vicenda, un fatto di cronaca realmente accaduto, fu raccontata dal protagonista, un marinaio colombiano, unico sopravvissuto di otto marinai scaraventati in mare da un'ondata, a Márquez, allora un giovane giornalista.

## Storia editoriale
Racconto di un naufrago raccoglie le quattordici puntate di una storia raccontata da Luis Alejandro Velasco a Gabriel García Márquez e pubblicata nel 1955 sul quotidiano colombiano El Espectador di Bogotà, per il quale lo scrittore lavorava come giornalista. La storia rivelava alcune scottanti verità: emergeva che su un cacciatorpediniere non poteva esserci un carico di elettrodomestici come quello descritto dal naufrago e, quindi, vi venivano trasportati in Colombia di contrabbando. All'epoca, la Colombia era sotto la dittatura di Gustavo Rojas Pinilla, e il regime fece chiudere il giornale. In seguito a questi avvenimenti, Luis Alejandro Velasco fu completamente abbandonato dal governo e dimenticato da tutti. Tutto ciò non è descritto nel racconto del naufrago, ma nell'introduzione al romanzo del 1970 di Gabriel García Márquez. In Italia, il romanzo fu edito per la prima volta nel 1976 dalla casa editrice Editori Riuniti.

## Trama
(Racconto di un naufrago, Gabriel García Márquez)
L'opera racconta le disavventure di Luis Alejandro Velasco, marinaio della marina colombiana, caduto in mare dalla sua nave, il cacciatorpediniere A.R.C. "Caldas". La nave era salpata alle tre del mattino del 24 febbraio 1955 dal porto di Mobile in Alabama, diretta a Cartagena, in Colombia. Il 28 febbraio lui e altri sette membri dell'equipaggio vengono gettati in mare da un'onda, che dà l'ultimo colpo ad una nave la cui stabilità è minata dalla presenza di un carico di frigoriferi, lavatrici, radio e televisori. Da allora comincia l'odissea del naufrago, che deve lottare con tutte le sue forze contro le molteplici avversità dei suoi dieci giorni in mare. Caduto dalla nave, Luis riesce a salire su una zattera, anch'essa caduta dalla "Caldas". Dopo aver visto quattro suoi compagni annegare, inizia un periodo di totale solitudine. I nemici di Luis sono vari: il sole che, assieme all'acqua salata, gli brucia la pelle, la sete, la fame e gli squali. Per non perdere del tutto la cognizione del tempo, Luis decide di incidere una tacca nella zattera per ogni giorno trascorso in mare. Sono pochi gli oggetti che riesce a portare con sé: una chiave, un orologio, una catenina della Madonna e alcune cartoline.
Tra gli avvistamenti di aerei e navi che si rivelano infruttuosi, e le visioni del fantasma di uno dei suoi compagni, Jaime Manjarrés, Luis cerca di procurarsi una qualsiasi fonte di nutrimento. Ci prova in vari modi: sia mangiando le cartoline che ha portato con sé, sia provando a mangiare le sue scarpe. Si rivelano inutili sia l'uccisione di un gabbiano, perché Luis è sopraffatto dal senso di colpa e dal disgusto per le interiora dell'animale, sia la cattura di un grosso pesce, del quale riesce a mangiare solo una piccola parte, mentre il resto viene divorato dagli squali che, nel racconto, arrivano sempre alle cinque del pomeriggio.
Proprio mentre è preda della disperazione più profonda, al punto da desiderare di morire, Luis avvista la terra. Con un ultimo sforzo riesce a raggiungere la riva a nuoto. Inizialmente pensa di essere in terra straniera, ma ben presto scopre di trovarsi proprio in Colombia.
(Luis Alejandro Velasco raggiunge la terraferma)

Sulla spiaggia viene soccorso da alcune persone, che si prendono cura di lui, prima trasportandolo al vicino villaggio di Mulatos, poi alla cittadina di San Juan de Urabá, dove viene visitato da un medico. Al ritorno a Cartagena, durante i giorni trascorsi in ospedale, riceve la visita di alcuni giornalisti ai quali era vietato fargli domande. Solo un giovane giornalista, spacciandosi per uno psichiatra, riesce a fargli disegnare una nave e una casa di campagna, che il giorno dopo vengono pubblicate sul giornale per il quale lavora il coraggioso cronista. Al suo ritorno in patria, Velasco è acclamato come un eroe, anche se egli non si sente tale solo per essere riuscito a sopravvivere su una zattera per dieci giorni. Le agenzie pubblicitarie fanno a gara per garantirsi i suoi servizi come testimonial delle pubblicità di alcuni prodotti. Insieme ai compensi dei pubblicitari, e a quelli per aver concesso i diritti per la trasmissione via radio della sua storia, Luis riesce a guadagnare quasi diecimila pesos.
(La fine del racconto del naufrago)

## Edizioni italiane
- Racconto di un naufrago, traduzione di Ignazio Delogu, Introduzione di G. G. Márquez ("La storia di questa storia"), Collana I David n.14, Roma, Editori Riuniti, 1976. - Introduzione di Dario Puccini, Editori Riuniti, 1980 - III° ed., 1982.
- Racconto di un naufrago, Introduzione e trad. di Cesare Acutis, Collana Oscar narrativa n.623, Arnoldo Mondadori Editore, 1983. - Introduzione dell'Autore, Collana Oscar Scrittori del Novecento n.1418, Mondadori, 1999, pp.136, cap.14, ISBN 978-88-044-6911-7.